# 太史敫
太史敫（？—？），戰國時齊國人。當時燕將樂毅率軍攻齊，進佔臨淄，齊湣王出走逃亡，後被楚將淖齒所殺。湣王之子田法章恐遭殺害，便易名出逃，至莒城太史敫家中充當傭僕，以作避匿。太史敫之女認為法章並非常人，故對其照料接濟，十分周到，最終互生情愫，竟自私通。後來淖齒離開齊、莒，齊國舊臣紛紛尋找法章，希望重立新主。法章怕遭謀害，隱忍多時，才肯出面承認自己身份。於是莒國人立法章為齊王，是為齊襄王。
齊襄王登位後，便立太史敫之女為王后。太史敫聞訊大怒說：「女不取媒因自嫁，非吾種也，污吾世。」認為女兒竟然在未經父母之言、媒妁之命的情況下私訂終身，大違禮道，更表示不願承認太史家有此逆女，與其女兒斷絕關係，終身不與齊襄王君后往來。太史氏後來生王子田建，是為齊王建。